# Steam Deck
Steam Deck（スチーム デック）は、Valve Corporationより販売されている携帯ゲーム機型ゲーミングPC。Advanced Micro Devices (AMD) 社と共同開発し、2022年2月25日に発売された。日本では2022年8月4日に予約受付が始まり、12月17日から発送が開始された。日本を含む東アジアでのサポートと販売は、KOMODOが担当している。同社は日本でSteamの決済事業を担当しているDEGICAのゲーム部門が独立した企業であり「Valve Index」も販売している。

## 概要
2012年頃からValveはPCゲームを体験できるデバイスやフォームファクタを追求しており、「Steam Machine」「Steam Controller」「Steam Link」「Valve Index」の提供を通して、PCを置いた自室からリビングルームへと体験できるスペースを広げてきた。その流れで携帯型ゲーム機も構想しており、当時はSteamを十分楽しめるまでハード技術が到達していなかったが、2018年頃からハードウェアの進化の行き着く場所が予測でき、それまでの開発や製造の経験で得られた知識やスキルセット、ベンダーとの関係が結実したことでプロトタイプを作り始めた。
Steam DeckもValveの哲学であるオープンプラットフォームに位置付けて開発されており、ユーザーの所有物として自由なカスタマイズができるように努められている。その表れとしてValveは英語圏に向けて発売前にサムスティック、SSDの交換方法を公開したり、iFixitと提携し交換パーツの販売と修理ガイドを提供している。一方で公開したのは「自己責任で分解するのなら，こうするべき」ということを明確にするためであり、安易に分解しないよう警告もしている。デバイスの改造は自己責任であり、故障や不具合がその改造に起因する問題となる場合、保証の対象外である。SteamOS以外で運用している場合でもほとんどの場合は保証を受けられるが、上記に当てはまる場合は対象外となる。

## ハードウェア

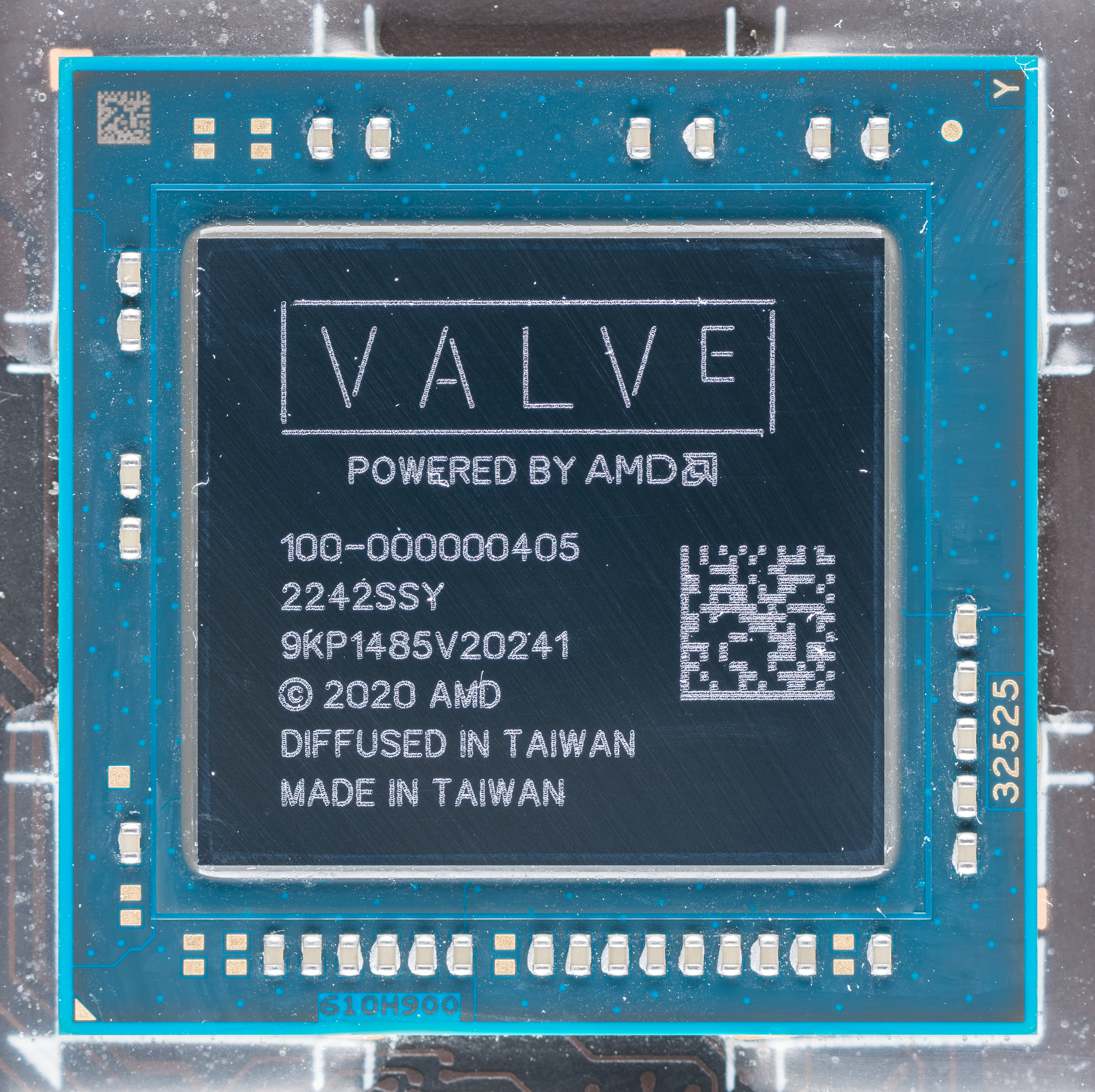
Steam Deckに搭載されているAMDのAPU（Van Gogh）。画像はLCD版のもので、製造プロセスはTSMC 7nm。

Steam Deckには、AMDがZen 2とRDNA 2アーキテクチャをベースに製作したカスタムAPUが搭載されており、ファイナルファンタジーVIIのキャラクターであるエアリス・ゲインズブールにちなんでエアリスと名付けられた。CPUは4コア/8スレッドのユニット、GPUは8つの演算ユニットで実行され、合計1.6 TFLOPSの推定性能を持つ。CPUとGPUは共に可変周波数を使用し、CPUは2.4から3.5GHz、GPUは1.0から1.6GHzの間でシステムの要求に基づいて動作する。Valveは、CPUはRyzen 3000シリーズ、GPUはRadeon RX 6000シリーズと同等の性能であり、大型AAAゲームを含むSteamライブラリ全体をハンドヘルド ゲーミングPCでプレイできるようにすることに重点を置いていると述べた。Deckにはハイエンドスマートフォンで使用される高速メモリ、LPDDR5 RAMがクアッドチャネル構成で16GB 搭載されており、総帯域は88GB/秒である。
Steam Deckは内部ストレージによって64GB (eMMC(旧型機))、256GB (NVMe SSD)、512GB (ハイスピードNVMe SSD)の３つのモデルがあり、512GBモデルはスクリーンが防眩エッチング加工されている。それ以外のハードウェアの仕様は全て共通となっている。ストレージはmicroSDカードで拡張可能で、速度はUHS-I（～104MB/sec）、容量はSDXC（～2TB）まで対応している。なお、512GBモデルはキャリングケースと仮想キーボードテーマが特別仕様になっており、256GBモデルと512GBモデルはそれぞれコミュニティで使用できる限定プロフィールの特典がある。Valveは、内部ストレージはエンド ユーザーが交換できるようには意図されていないが、修理のために必要に応じて交換できると述べている。
コントローラは取り外し可能ではないが、追加のコントローラを用意すればデスクトップとしてもプレイできる。また、両端のコントローラー部分にトラックパッドを搭載し、Windows向けのPC用ゲームをプレイしたり、FPSのプレイ速度を上げることが可能となっている。
バッテリーは40Wh(5313mAh)で、ゲームにもよるが公称2〜8時間持続する。

## ソフトウェア
OSはArch LinuxをベースにしたSteamOSを搭載している。ホーム画面はSteamのライブラリ、ストア、コミュニティにアクセスできるようになっており、デスクトップモードに切り替えることでPCのように使用できる。SteamOSにはValveが開発した互換レイヤー「Proton」が含まれており、認証されたゲームであればSteamOS上でWindows向けのゲームを起動することができる。また、内部ストレージやmicroSDカードからのマルチブートに対応し、Windowsをインストールすれば、直接Windows向けゲームを起動することも可能である。